# Isle of Hope
Isle of Hope è un census-designated place (CDP) degli Stati Uniti d'America, nella contea di Chatham in Georgia